# Martin-chasseur du Pacifique
Todiramphus sacer
Espèce
Statut de conservation UICN

 NE  : Non évalué
Le Martin-chasseur du Pacifique (Todiramphus sacer) est une espèce de passereaux de la famille des Alcedinidae.

## Répartition et sous-espèces
Selon la classification de référence du Congrès ornithologique international (15.1, 2025) il se répartit en 22 sous-espèces :
- T. s. torresianus (Mayr, 1931) — Vanuatu : îles Torrès ;
- T. s. santoensis (Mayr, 1931) — Vanuatu : îles Banks et Espiritu Santo ;
- T. s. juliae (Heine, 1860) — Vanuatu : Maewo et Éfaté ;
- T. s. erromangae (Mayr, 1938) — Vanuatu : Erromango et Anatom ;
- T. s. tannensis (Sharpe, 1892) — Vanuatu : Tanna ;
- T. s. sacer (Gmelin, 1788) — Tonga ;
- T. s. pealei (Finsch & Hartlaub, 1867) — Samoa : Tutuila ;
- T. s. manuae (Mayr, 1941) — Samoa : Manu'a ;
- T. s. pavuvu (Mayr, 1935) — Pavuvu ;
- T. s. mala (Mayr, 1935) — Malaita ;
- T. s. amoenus (Mayr, 1931) — Rennell et Bellona ;
- T. s. sororum (Galbraith & Galbraith, 1962) — îles Olu Malau ;
- T. s. solomonis (Ramsay, 1882) — Makira ;
- T. s. brachyurus (Mayr, 1931) — îles Reef ;
- T. s. vicina (Mayr, 1931) — îles Duff ;
- T. s. ornatus (Mayr, 1931) — Nendo et Tinakula ;
- T. s. utupuae (Mayr, 1931) — Utupua ;
- T. s. melanodera (Mayr, 1931) — Vanikoro ;
- T. s. vitiensis (Peale, 1849) — Fidji : Taveuni ;
- T. s. eximius (Mayr, 1941) — Fidji : Kadavu, Ono et Kanua Kula ;
- T. s. regina (Mayr, 1941) — Futuna ;
- T. s. marins (Mayr, 1941) — Fidji : archipel de Lau.

## Systématique
Le nom valide complet (avec auteur) de ce taxon est Todiramphus sacer (J.F.Gmelin, 1788).
Ce taxon porte en français le nom vernaculaire ou normalisé suivant : Martin-chasseur du Pacifique.